# Cornelis Kan
Cornelis Kan (8 december 1892 – Amersfoort, 10 december 1979) was een Nederlandse onderwijzer, sportbestuurder, sportorganisator en sportpionier. Hij is voornamelijk bekend vanwege zijn rol binnen de gymnastiekwereld en vanwege verschillende locaties in de Friese stad Sneek die zijn naam dragen.

## Biografie
Cornelis Kan trad in 1926 in dienst als gymnastiekleraar aan bij de openbare basisscholen en de ULO in Sneek. Kan stond aan de basis van de oprichting van verschillende sportverenigingen, waaronder TGP (Thusnelda-Greate Pier, tegenwoordig ATC Sneek), Vlug en Lenig, Rhythm Stars Sneek en de Sneker handbalvereniging. Ook was hij betrokken bij verschillende commissies in de volleybalsport en binnen de KNGU. Zijn zoon was conrector van de ALO in Groningen.
Op 1 januari 1958 ging Kan met pensioen. Hij overleed op in 1979 op 87-jarige leeftijd in Amersfoort.

## Onderscheidingen
Kan werd diverse malen onderscheiden vanwege zijn bijdrage aan de sport. Hij ontving uit handen van Burgemeester Rasterhoff de ere-medaille in goud in de Orde van Oranje Nassau. Zijn naam werd in 1973 gegeven aan de voormalige C. Kan hal. Na de sloop van deze hal werd in 2006 de C. Kanstraat naar hem vernoemd. In de entreehal van Sportcentrum Schuttersveld hangt een herdenkingspaneel ter nagedachtenis aan Kan.